# Accrington Stanley F.C.
Accrington Stanley Football Club – angielski klub piłkarskim z Accrington w hrabstwie Lancashire, z północno-zachodniej Anglii, założonym w 1968 roku. W 1962 roku Oxford United F.C. zastąpiło Accrington Stanley (które zbankrutowało) w Football League Fourth Division. Miasto Accrington nie miało klubu w zawodowej lidze piłkarskiej aż do 15 kwietnia 2006, kiedy Accrington Stanley awansowało do Football League jako mistrz Conference National. Nie ma żadnego związku pomiędzy dzisiejszym Accrington Stanley a Accrington F.C. jednym z dwunastu pierwotnych założycieli Ligi Futbolu.

## Znani kibice
- Jon Anderson, członek zespołu Yes
- David Lloyd, były reprezentant Anglii i ekspert Sky Sports
- Brett Ormerod, piłkarz, który grał w klubie w czasie dni non-league
- David Dunn, piłkarz Blackburn Rovers widziany regularnie na meczach Accrington Stanley
- Paul Beck, 300 występów Stanleya w tym hat-trick w FA Cup 1 runda przed Gateshead

## Aktualny skład
Stan na 1 marca 2016
| Nr | Poz. | Piłkarz                                                    |
| -- | ---- | ---------------------------------------------------------- |
| 1  | BR   | Ross Etheridge                                             |
| 2  | OB   | Matty Pearson                                              |
| 3  | OB   | Dean Winnard                                               |
| 4  | PO   | Anthony Barry                                              |
| 5  | OB   | Tom Davies                                                 |
| 6  | PO   | Andrew Procter (kapitan)                                   |
| 7  | PO   | Piero Mingoia                                              |
| 8  | PO   | Josh Windass                                               |
| 9  | NA   | Adam Morgan                                                |
| 10 | NA   | Terry Gornell                                              |
| 11 | PO   | Sean McConville                                            |
| 12 | OB   | Liam Wakefield                                             |
| 14 | OB   | Matt Crooks                                                |
| 15 | OB   | Joe Wright                                                 |
| 16 | OB   | Keenan Quansah                                             |
| 17 | NA   | Shay McCartan                                              |
| 18 | PO   | Jack Phillips                                              |
| 19 | NA   | Marcus Carver                                              |
| 20 | NA   | Max Hazeldine                                              |
| 22 | OB   | Adam Buxton                                                |
| 23 | PO   | Kealan Steenson                                            |
| 25 | OB   | Liam Goulding                                              |
| 28 | PO   | Seamus Connelly                                            |
| 29 | NA   | Billy Kee                                                  |
| 33 | BR   | Jason Mooney                                               |
|    | PO   | Scott Brown                                                |
| 24 | OB   | Mark Hughes                                                |
| 26 | PO   | Romuald Boco                                               |
| 34 | OB   | Brad Halliday (na wypożyczeniu z klubu Middlesbrough F.C.) |

## Historia Ligowa
| Sezon                                                                                                 | Liga                             | Pozycja | Ważne wydarzenia          |
| --- | -------------------------------- | ------- | ------------------------- |
| 1970-1971                                                                                             | Lancashire Combination           | 6       | –                         |
| 1971-1972                                                                                             | Lancashire Combination           | 2       | Zdobywca drugiego miejsca |
| 1972-1973                                                                                             | Lancashire Combination           | 3       | –                         |
| 1973-1974                                                                                             | Lancashire Combination           | 1       | Mistrz                    |
| 1974-1975                                                                                             | Lancashire Combination           | 10      | –                         |
| 1975-1976                                                                                             | Lancashire Combination           | 2       | Zdobywca drugiego miejsca |
| 1976-1977                                                                                             | Lancashire Combination           | 3       | –                         |
| 1977-1978                                                                                             | Lancashire Combination           | 1       | Mistrz                    |
| 1978-1979                                                                                             | Cheshire County Division Two     | 5       | –                         |
| 1979-1980                                                                                             | Cheshire County Division Two     | 2       | Zdobywca drugiego miejsca |
| Accrington Stanley nie awansował z powodu problemów z nawierzchnią boiska                             |                                  |         |                           |
| 1980-1981                                                                                             | Cheshire County Division Two     | 1       | Mistrz                    |
| 1981-1982                                                                                             | Cheshire County Division One     | 13      | –                         |
| Umieszczono w North West Counties Division One która została połączona z Lancashire i Cheshire County |                                  |         |                           |
| 1982-1983                                                                                             | North West Counties Division One | 10      | –                         |
| 1983-1984                                                                                             | North West Counties Division One | 7       | –                         |
| 1984-1985                                                                                             | North West Counties Division One | 15      | –                         |
| 1985-1986                                                                                             | North West Counties Division One | 11      | –                         |
| 1986-1987                                                                                             | North West Counties Division One | 2       | Runners Up                |
| 1987-1988                                                                                             | Northern Premier League          | 8       | –                         |
| 1988-1989                                                                                             | Northern Premier League          | 6       | –                         |
| 1989-1990                                                                                             | Northern Premier League          | 3       | –                         |
| 1990-1991                                                                                             | Northern Premier League          | 4       | –                         |
| 1991-1992                                                                                             | Northern Premier League          | 8       | –                         |
| 1992-1993                                                                                             | Northern Premier League          | 6       | –                         |
| 1993-1994                                                                                             | Northern Premier League          | 16      | –                         |
| 1994-1995                                                                                             | Northern Premier League          | 15      | –                         |
| 1995-1996                                                                                             | Northern Premier League          | 7       | –                         |
| 1996-1997                                                                                             | Northern Premier League          | 11      | –                         |
| 1997-1998                                                                                             | Northern Premier League          | 20      | –                         |
| 1998-1999                                                                                             | Northern Premier League          | 22      | Spadek                    |
| 1999-2000                                                                                             | Northern Premier Division One    | 1       | Mistrz                    |
| 2000-2001                                                                                             | Northern Premier League          | 9       | –                         |
| 2001-2002                                                                                             | Northern Premier League          | 6       | –                         |
| 2002-2003                                                                                             | Northern Premier League          | 1       | Mistrz                    |
| 2003-2004                                                                                             | Conference                       | 10      | –                         |
| 2004-2005                                                                                             | Conference National              | 10      | –                         |
| 2005-2006                                                                                             | Conference National              | 1       | Mistrz                    |
| 2006-2007                                                                                             | League Two                       | 20      | –                         |
| 2007-2008                                                                                             | League Two                       | 17      | –                         |
| 2008-2009                                                                                             | League Two                       | 16      | –                         |
| 2009-2010                                                                                             | League Two                       | 15      | –                         |
| 2010-2011                                                                                             | League Two                       | 5       | –                         |
| 2011-2012                                                                                             | League Two                       | 14      | –                         |
| 2012-2013                                                                                             | League Two                       | 18      | –                         |